# Kuçovë
Kuçovë est une municipalité de l'Albanie, chef lieu du district de Kuçovë, d'une population de 31 262 habitants en 2011.
Ville industrielle, elle compte plusieurs parcs et musées. Un des plus grands parcs de Kuçovë s'appelle "Te Pishat".

## Personnalités liées à la commune
- Greta Koçi (1991-), née à Kuçovë, chanteuse de Tallava.